# Abingdon Railway
Die Abingdon Railway war eine britische Eisenbahngesellschaft in Oxfordshire.
Die Gesellschaft wurde am 15. Juni 1855 gegründet, um die Stadt Abingdon (Oxfordshire) mit der Bahnstrecke Oxford–Didcot zu verbinden. Am 2. Juni 1856 eröffnete man die in der Breitspur von 2140 mm errichtete 3,2 Kilometer lange Strecke nach Culham. Im folgenden Jahr wurde die Strecke um 1,2 Kilometer verlängert, um in Radley die Verbindung zur bestehenden Strecke herzustellen.
Ab dem 19. April 1860 betrieb die Great Western Railway die Strecke und übernahm schließlich die Gesellschaft zum 15. August 1904.